# Refik Kolić
Refik Kolić (Bijelo Polje, Montenegro , 8 de noviembre de 1965) es un cantante de música folk de Bosnia y Herzegovina que vive y trabaja en Suecia.
Sus canciones más conocidas son "Dođi", "Kaja" y "Svadba bosanska".